# Historia Estonii
Historia Estonii jako niepodległego państwa obejmuje lata 1918–1940 oraz okres po roku 1991. W pozostałym czasie tereny obecnej Estonii znajdowały się pod kontrolą innych europejskich (w tym historycznych) państw.

## Prehistoria
Osiedlenie się ludzi na terenach stanowiących dziś obszar Estonii stało się możliwe po tym, jak zniknął stamtąd lód z ostatniej epoki lodowej w okresie mezolitu 11-13 tysięcy lat temu. Najstarsza znana osada ludzka w Estonii znajduje się nad rzeką Parnawa, niedaleko wioski Puilli. Datowana jest na początek IX wieku p.n.e. Znane są także ślady wspólnot łowców i rybaków mieszkających ok. 6500 r. p.n.e. niedaleko miasta Kunda. Kości i narzędzia podobne do tych znajdowanych w Kunda odkryto również na Łotwie, północnej Litwie i południowej Finlandii.
Od neolitu zasiedlanie tych terenów było już zjawiskiem stałym, a w IV–III tysiącleciu p.n.e. dotarła tam kultura ceramiki dołkowo-grzebykowej, która była związana z plemionami ugrofińskimi, z których wyłonili się pierwsi przodkowie późniejszych Estów. Nazwę Estowie, wspomnina starożytny rzymski historyk Tacyt. ludność Estonii stanowiły ludy ugrofińskie oraz napływające ludy bałtyckie, pokrewną pierwotnym plemionom litewskim i łotewskim oraz – prawdopodobnie – germańskim ze Skandynawii.
Korzenie ludów estońskich i fińskich, jak również pochodzenie ich języków, pozostają przedmiotem pewnych kontrowersji. W XIX wieku fiński badacz Matthias Castren stwierdził, iż ich macierzą była środkowo-zachodnia Syberia. Później pojawiła się teoria, że starożytna ojczyzna ludów ugrofińskich usytuowana jest na terenach dzisiejszej europejskiej części Rosji, w regionie pomiędzy rzekami Wołgą i Kamą. Teoria ta uzyskała szerokie uznanie. Do lat 70. XX wieku większość lingwistów twierdziło, że Estończycy przybyli na tereny dzisiejszego swego bytowania w pierwszych wiekach naszej ery. Później teoria ta uległa drastycznej zmianie. Na podstawie odkryć archeologicznych stwierdzono, że przodkowie Finów i Estończyków przybyli na tereny obecnego bytowania wiele tysięcy lat temu, być może w wielu falach migracji.
Estończycy przez niektórych uważani są za jeden z ludów zamieszkujących Europę najdłużej, których przodkowie być może pochodzili od przedstawicieli kultury ceramiki dołkowo-grzebykowej, którzy zamieszkiwali północno-wschodnie wybrzeża Morza Bałtyckiego ponad 5 tys. lat temu. Wcześni Estowie nie stworzyli jednolitego organizmu państwowego. Byli przede wszystkimi drobnymi rolnikami, a ich podstawową jednostką organizacyjną była wieś. Z tego powodu bardzo szybko stali się przedmiotem ekspansji sąsiednich ludów i państw.
Pod koniec I tysiąclecia n.e. rozpoczął się wyraźny rozwój gospodarczy, choć Estonia znalazła się w trudnym położeniu, między Słowianami wschodnimi, plemionami bałtyckimi i Duńczykami oraz wikingami, atakującymi ją od morza. Od IX wieku w celu przeciwstawienia się licznym najazdom, mieszkańcy Estonii zaczęli tworzyć związki plemienno-terytorialne, które pozwalały na zachowanie niezależności politycznej do XIII wieku. Jednostką terytorialną skupiającą kilkanaście wsi było kihelkondi (według kroniki Henryka Łotysza kilegund), które było odpowiednikiem słowiańskiego opola, a kilka takich jednostek tworzyło maakond (ziemia). Na czele każdej z tych maakond stała starszyzna plemienna lub jedna osoba. Z czasem doszło do utworzenia dość luźnej federacji tych terytoriów, choć formalnie nie tworzyły organizacji państwowej. W XI-XII wieku zaczął się proces feudalizacji i stopniowego skupiania przywództwa w ręku jednej osoby, ale nie został on zakończony aż do podboju krzyżackiego. Był to okres znacznego rozwoju gospodarczego i demograficznego, a późniejsze miasta takie jak Tallinn (wówczas nazywane Lindanisse lub Kalevanlinna) czy Tartu (dawniej Tarbatu) stały się ważnymi ośrodkami handlowymi. Ocenia się, że ludność Estonii pod koniec tego okresu mogła sięgać 200 tysięcy. Gdy ustały napady wikingów, jedyne zagrożenie stanowiła Ruś Kijowska, a od końca XII wieku Dania i niemieccy krzyżowcy.

## Średniowiecze

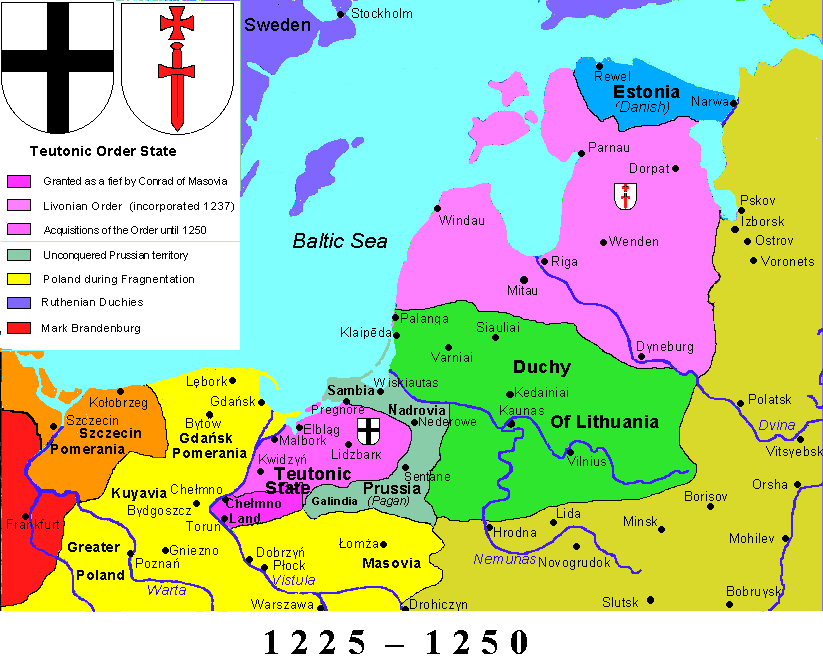
Lata 1225–1250, Estonia jako ziemie niemieckiego zakonu kawalerów mieczowych i północna część należąca do Danii. Estonia przez wiele setek lat należała do zakonów niemieckich. Prawie do I wojny światowej język niemiecki odgrywał w Estonii bardzo ważną rolę, a wpływy niemieckie na kulturę ugrofińską Estończyków są bardzo silne.

Od XI do XII Estonia stała się terenem ekspansji książąt ruskich. Narzucili oni na część ziem zależność trybunalną. W 1030 roku książę Jarosław I Mądry założył gród Jurjew (obecnie Tartu). Estonia była jednym z ostatnich europejskich terenów poddawanych chrystianizacji. W 1193 roku papież Celestyn III wezwał do krucjaty przeciwko poganom żyjącym w północnej Europie. Rycerze krzyżowi z północnych Niemiec założyli m.in. Rygę, stolicę dzisiejszej Łotwy. Z pomocą świeżo nawróconych Liwów i Latgalów krzyżowcy rozpoczęli najazdy na tereny dzisiejszej Estonii w 1208 roku. Podbojem kierował biskup Albert von Buxhövden. Plemiona estońskie stawiały heroiczny opór niemieckim wyprawom. W roku 1217 zakon kawalerów mieczowych wraz ze sprzymierzeńcami, odniósł zwycięstwo w tzw. bitwie w dniu św. Mateusza (która miała miejsce niedaleko Viljandi 21 września), podczas której zginął estoński wódz Lembitu. Okres 1208-1227 uważany jest przez dzisiejszych Estończyków za jedną z pierwszych walk narodowowyzwoleńczych. W tym czasie musieli oni stawiać czoła także naporowi ze strony Rusi Kijowskiej, Danii i Szwecji. Ostatecznie wojna zakończyła się utratą niezależności Estonii, rozpadem dawnych struktur plemiennych, katastrofą demograficzną (ludność zmalała o jedną trzecią) i zahamowaniem rozwoju kulturalnego wśród Estończyków na kilkaset lat.
Władze na terenie prawie całej Estonii sprawował biskup Ozylii, Dorpat oraz Zakon Krzyżacki. Głównymi ośrodkami elementu niemieckiego były warstwa rycerska (późniejsza szlachta) oraz miasta. Stosunki również były wzorowane na istniejących w Niemczech. Dotyczyło to między innymi systemu lennego, oraz wykształcenia się warstwy społecznej panów feudalnych. Od XIII w. tereny dzisiejszej Estonii i Łotwy pod nazwą Inflanty, dostały się pod panowanie Niemieckie. Administracja składała się ze swojego rodzaju konfederacji 5 państw: Stanowiły ją konfederacja zakonna, arcybiskupstwo ryskie oraz biskupstwo kurlandzkie, dorpackie oraz ozylijskie. Specyfika niemieckiego państwa zakonnego oraz wewnętrzne konflikty sprawiły, że Estończycy nie ulegli procesowi germanizacji, dzięki czemu przetrwali jako naród do dziś, mimo to wpływy kultury niemieckiej i skandynawskiej na Estończyków są bardzo silne.

### Estonia duńska

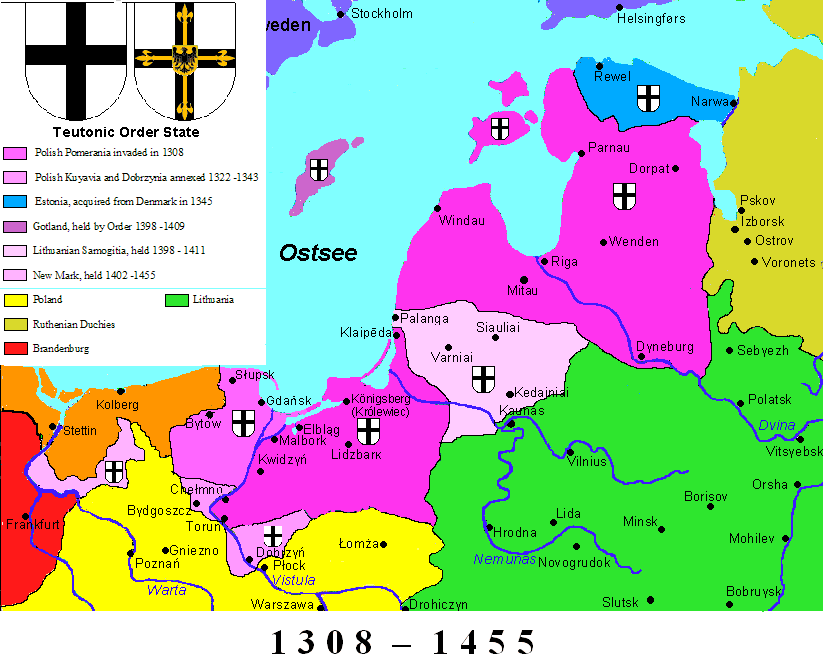
Lata 1308-1455, Estonia jako część Prus Zakonnych z odkupioną od Danii częścią północną

W latach 1236–1346 północna część Estonii została podbita przez Królestwo Danii pod rządami króla Waldemara II Zwycięskiego. Stało się tak w wyniku zwycięstwa wojsk duńskich w bitwie pod Lyndanisse (niedaleko dzisiejszego Tallinna) w 1219 roku. Po okresie panowania duńskiego tereny zostały sprzedane państwu zakonnemu, które stanowiło inflancką gałąź Krzyżaków.

Konfederacja Inflancka w 1260 roku

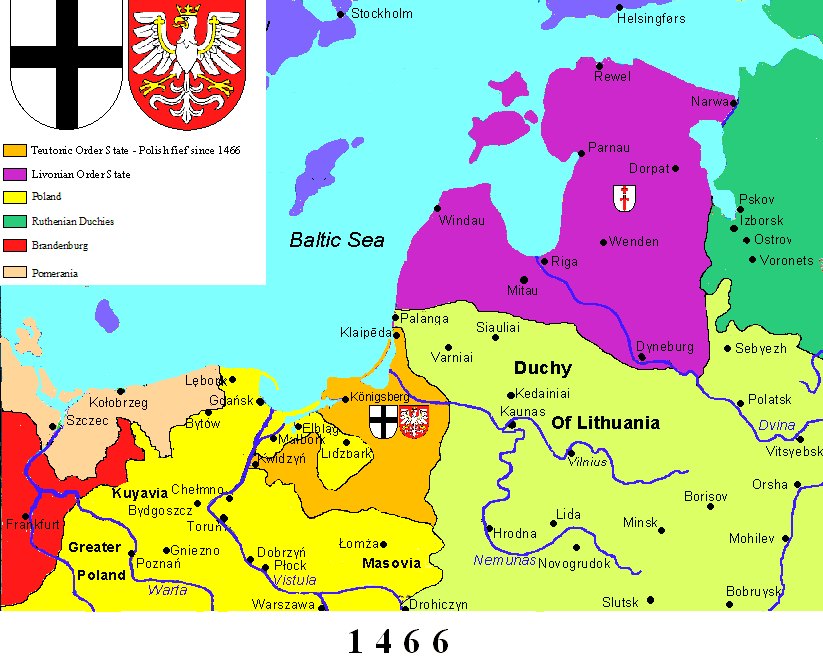
Państwo zakonne w 1466 roku

W 1227 roku kawalerowie mieczowi zdobyli ostatnią pogańską enklawę na wyspie Sarema. Po tym wydarzeniu przymusowa chrystianizacja pogańskich wspólnot w Estonii została zakończona. Tereny dzisiejszej Estonii zostały podzielone pomiędzy zakon kawalerów mieczowych będący inflancką gałęzią zakonu krzyżackiego, archidiecezję ryską, biskupstwo Ozylii, biskupstwo Dorpatu i biskupstwo Kurlandii. Te półautonomiczne księstwa biskupie tworzyły Konfederację Inflancką. Północna część Estonii – dzisiejsze dystrykty Harjumaa i Virumaa (w języku niemieckim Harrien i Wierland) – były nominalnymi posiadłościami duńskimi do 1346 roku. Rewel (dzisiejszy Tallinn) otrzymał prawo lubeckie w 1248 i wszedł w skład Hanzy pod koniec XIII wieku. Do końca XIII w większość miast Estonii należała do Hanzy, a także do Szwedów.
Z powodu niemieckiej dominacji, ludność rodzima została zepchnięta do roli poddanych feudalnych chłopów lub miejskiego plebsu. Ocenia się, że jedynie 2% szlachty było pochodzenia estońskiego. 23 kwietnia 1343 roku wybuchło pierwsze powstanie ludowe, było to tzw. powstanie w noc św. Jerzego (Jüriöö), skierowane przeciwko niemieckojęzycznym panom ziemskim. Zostało ono stłumione, a Vesse, rebeliancki król wyspy Saaremaa został powieszony w 1344 roku. W wyniku powstania i podobnych niepokojów król duński sprzedał swe inflanckie posiadłości Krzyżakom.
Pomimo wielu lokalnych rebelii i inwazji Wielkiego Księstwa Moskiewskiego w 1481 i 1558 roku, klasy rządzące były niemieckojęzyczne. Miało to ogromny wpływ na wprowadzenie od 1524 roku protestantyzmu w Estonii.
Po walkach w XIV wieku arcybiskupstwo ryskie i zakon krzyżacki uzyskały niepodzielne panowanie na Inflantach, utrata pozycji nastąpiła na skutek przegranej wojny Krzyżaków z Polską i Litwą (bitwa pod Grunwaldem 1410). Od XV wieku Inflanty były obiektem zainteresowania Wielkiego Księstwa Moskiewskiego, Polski i Litwy, Danii i Szwecji. W 1558 roku car Iwan IV Groźny doprowadził do wybuchu wojny inflanckiej (1558-1570), która doprowadziła do dużego osłabienia kraju.

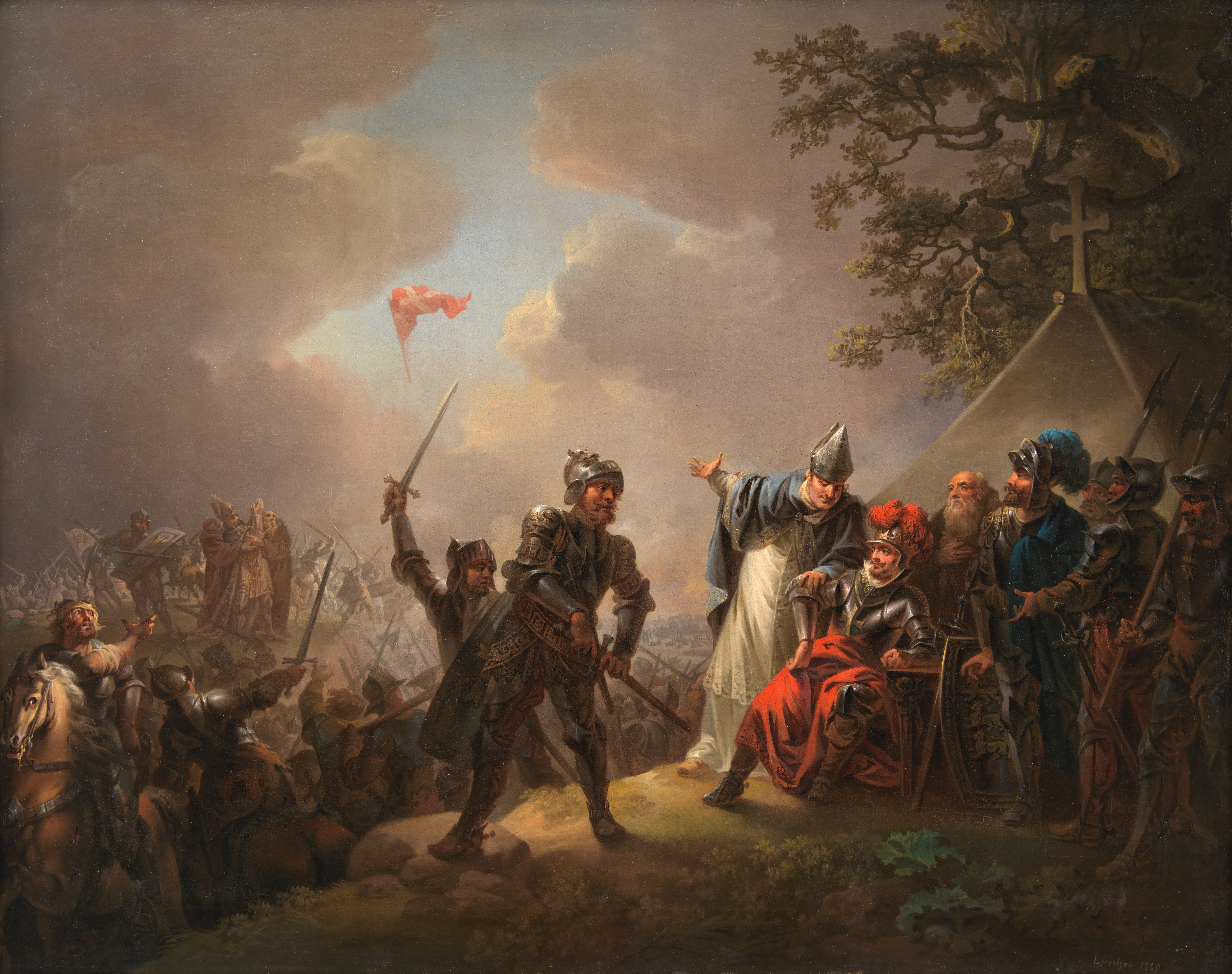
Duńska flaga (Dannebrog) spadająca z nieba podczas bitwy pod Lyndanisse w 1219 roku

## Wojny inflanckie
W 1525 roku zakon krzyżacki w Prusach został zsekularyzowany, a jego inflancka filia zaczęła podupadać. Szlachta inflancka zaczęła wiązać swą przyszłość z Polską, czemu próbował przeciwdziałać Iwan IV Groźny (ówczesny wielki książę moskiewski), który zawarł antylitewski sojusz z wielkim mistrzem krzyżackim. W 1557 roku król polski Zygmunt II August wyruszył z wyprawą zbrojną przeciwko zakonowi, która zakończyła się wymuszeniem przymierza przeciwko Moskwie, zawartego pomiędzy Królestwem Polskim a Krzyżakami 14 września 1557 w Pozwolu. W odpowiedzi na to Iwan IV Groźny zaanektował w 1558 roku Dorpat i Narwę. Wkrótce potem Dania zajęła Ozylię (1560), a Szwecja opanowała Rewel (1561). Z tego powodu nowy mistrz krajowy gałęzi inflanckiej zakonu krzyżackiego Gotthard Kettler zawarł 28 listopada 1561 r. pakt wileński z Rzecząpospolitą, na mocy którego dokonano sekularyzacji zakonu, a sam Kettler przeszedł na protestantyzm i został księciem Kurlandii i Semigalii (położonych na terenie dzisiejszej Łotwy), będących polskim lennem. Taki podział nie zadowolił jednak innych państw pragnących zachować swoje wpływy w Inflantach. 

Herb Inflant polskich

Zaowocowało to I wojną północną, konfliktem zbrojnym między Rzecząpospolitą a Rosją, do którego okresowo włączały się Dania i Szwecja. W wyniku działań wojennych Rosja zajęła Dorpat, Szwecja Estonię, a wyspy Sarema i Hiuma przypadły Danii. Konflikt pozostał nierozstrzygnięty, bo o ile w 1570 roku Dania i Szwecja zawarły pokój w Szczecinie, to pomiędzy Polską a Rosją podpisano jedynie rozejm.
W czasie I wojny północnej, książę Holsztynu, biskup Ozylii i Kurlandii, syn króla Danii Chrystiana III, Magnus inflancki popierany był przez cara Rosji Iwana IV Groźnego, który stworzył dla niego marionetkowe królestwo Inflant ze stolicą w Oberpahlen (dziś Põltsamaa). W latach 1575–1577, gdy wojska moskiewskie wznowiły wojnę, oblegając miasta inflanckie, większość z nich, by uniknąć rosyjskiej okupacji oddawała się pod protekcję Magnusa. W 1575 roku Rosja zajęła Parnawę (dziś Pärnu) w północno-wschodniej Estonii, ale doszło do odwrócenia sojuszy, ponieważ na szwedzkim tronie zasiadł skoligacony z Jagiellonami Jan III Waza. W 1577 Magnus nawiązał tajne pertraktacje z królem Polski Stefanem Batorym, co spowodowało jego uwięzienie przez Iwana Groźnego. Zmuszony do zrzeczenia się tytułu królewskiego, uznał się za poddanego Rzeczypospolitej i wziął udział w wojnie moskiewskiej Batorego. Król polski ruszył na Rosję z trzema wyprawami wojennymi, co zmusiło cara do zawarcia w 1582 roku dziesięcioletniego rozejmu w Jamie Zapolskim. W jego wyniku Inflanty zostały podzielne na trzy województwa: wendeńskie, dorpackie i parnawskie, które weszły w skład I Rzeczypospolitej. Dwa ostatnie zajmowały tereny dzisiejszej południowej Estonii.

## Panowanie szwedzkie
Po śmierci króla szwedzkiego Jana III Wazy, jego następcą został w 1593 roku władca polski Zygmunt III Waza. Nie był on lubiany w protestanckiej Szwecji, ponieważ był fanatycznym katolikiem. Jednym z głównych problemów była także Estonia – w pacta conventa elekcyjny władca polski obiecał przekazać ją Rzeczypospolitej. W maju 1595 roku na mocy traktatu zawartego z Rosją, zrzekła się ona na rzecz Królestwa Szwecji Estonii i Narwy. W 1597 roku Sejm upomniał się o przyłączenie tych terenów do Polski, a 12 marca 1600 roku Zygmunt Waza jako król polski i szwedzki wydał akt inkorporacyjny Estonii do Rzeczypospolitej. W 1607 roku decyzja królewska została powtórzona w konstytucji O Estonii. Jeszcze w listopadzie 1599 roku wojska szwedzkiego księcia Karola IX Wazy opanowały Narwę, a do marca 1600 roku wyparły załogi polskie z Estonii (która wkrótce formalnie uznała władzę Karola), by następnie przystąpić do działań wojennych prowadzonych na pełną skalę. W Rewlu i Narwie 19 sierpnia 1600 roku wylądowała silna armia szwedzka, do której wkrótce potem przyłączyła się szlachta estońska. Działania wojenne trwały do 1611 roku, a na terenach dzisiejszej Estonii miały miejsce m.in. oblężenie Fellina (1602, sukces wojsk Rzeczypospolitej), Bitwa pod Rewlem (1602, zwycięstwo wojsk polsko-litewskich), oblężenie Białego Kamienia (dziś Paide; 1602, sukces wojsk polskich), bitwa pod Rakvere (1603, zwycięstwo Rzeczypospolitej), bitwa pod Białym Kamieniem (1604, zwycięstwo Polaków) i oblężenie Parnawy (1609, sukces wojsk Rzeczypospolitej). W kwietniu 1611 roku Szwecja i Rzeczpospolita podpisały rozejm na dziewięć miesięcy. Śmierć Karola IX, niepowodzenia szwedzkie w wojnie z Danią oraz zaangażowanie się Zygmunta III w wojnę z Rosją sprawiły, że obie strony w kwietniu 1612 roku chętnie przedłużyły rozejm o dziesięć miesięcy, a 20 stycznia 1614 roku zawarto układ o zawieszeniu broni na ponad dwa lata, czyli do 29 września 1616 roku.
Kolejne konflikty Rzeczypospolitej Obojga Narodów ze Szwecją miały miejsce w latach 1620–1622 i 1625–1629. W tym czasie Szwedzi kontrolowali niemal całość terenów dzisiejszej Estonii. Panowanie szwedzkie oznaczało usunięcie z ziem estońskich resztek katolicyzmu i rozpowszechnienie luteranizmu, ale również odbudowę gospodarczą ze zniszczeń wojennych. W późniejszych wiekach okres ten nazywany był dobrymi szwedzkimi czasami, ponieważ doszło do sporego ograniczenia wpływów niemieckiej szlachty nad chłopami estońskimi, jak również rozwój oświaty i języka estońskiego. Dużą rolę w tych wydarzeniach odegrała luterańska sieć szkół parafialnych. W 1632 roku król szwedzki Gustaw II Adolf założył uniwersytet w Dorpacie (przetrwał on do 1710 roku).
W latach 1700–1721 Estonia brała udział w III wojnie północnej. Po jej zakończeniu została włączona do Rosji i poddana procesowi rusyfikacji. Car Piotr I Wielki cofnął reformy przeprowadzone za panowania szwedzkiego, przywilejami cieszyła się natomiast niemiecka część ludności Estonii. – pogorszeniu uległa sytuacja chłopstwa, zaostrzały się sprzeczności na tle społecznym i narodowościowym, podziały wśród ludności ułatwiły zagwarantowanie Rosji pełnej lojalności niemieckiej części ludności.
W 1816 car Aleksander I wydał ukaz znoszący na terenie Estonii poddaństwo chłopów. Od lat 30. XIX wieku miał miejsce rozwój nowoczesnego rolnictwa, następnie przemysłu. Skutkiem obu procesów była szybko postępująca emancypacja narodowa Estończyków, których kultura (jakkolwiek wiele czerpała z kultury niemieckiej) rozwijała się niezależnie. jednocześnie tworzenył się nowoczesny naród estoński. Dominacja niemiecka w Estonii spowodowała w latach 80. ostrożne poparcie antyniemieckiej polityki rosyjskiej w Estonii przy jednoczesnym sprzeciwie wobec rusyfikacji. Natapił duży wzrost liczby Estończyków w wielu dziedzinach gospodarki.

## Panowanie rosyjskie
Od początków XV wieku w Dorpacie i Rewlu istniały kolonie kupców ruskich. W drugiej połowie na wybrzeżach zaczęli osiedlać się wolni chłopi szwedzcy. Ludność Estonii została zepchnięta do roli chłopów pańszczyźnianych i miejskiego plebsu. W roku 1492 Iwan III Srogi wzniósł twierdzę Iwangorod naprzeciw Narwy. Po podpisaniu układu między Rzecząpospolitą a zakonem Iwan IV Groźny dokonał inwazji na Inflanty i Estonię. Rozpoczynając wojny o Inflanty które trwały z przerwami w latach 1558–1583. W wojnach tych brały udział Dania, Szwecja, Rosja, i Rzeczpospolita. W wyniku wojny Terytorium Estonii zostało podzielone między Danię, Szwecję, Polskę-Litwę. W 1632 roku król Szwecji Karol XI przeprowadził redukcje majątków magnackich. W tym samym roku powstała Academia Gustaviana dzięki której rozwinął się język estoński. Na skutek III wojny północnej Estonia została włączona do Rosji. Car Piotr I Wielki przywrócił niemieckiej szlachcie majątki i nadał jej szeroką autonomię. Stało się to przyczyną dominacji ludności niemieckiej nad chłopską ludnością estońską bowiem szlachta była lojalna wobec Piotra I i jego następców. Chłopom z kolei zostało ograniczone prawo poruszania się, musieli także odrabiać wyższą pańszczyznę. Na skutek serii buntów w XVIII wieku car zdecydował się w latach czterdziestych XIX wieku znieść poddaństwo chłopów. Umożliwiło to przejmowanie ziemi na własność. Przyczyniło się to do wzrostu mobilności chłopów dzięki czemu zwiększyła się liczba mieszkańców miast. Wytworzyła się także narodowa inteligencja, a także ruch narodowy, który powstał w opozycji do niemieckiej dominacji. W latach 80. i 90. XIX w. całe terytorium Estonii zostało poddane rusyfikacji. Podczas rewolucji w 1905 roku doszło do wystąpień na tle społecznym krwawo stłumionych przez wojska rosyjskie.
Po rewolucji lutowej w 1917 roku w Estonii powstały rady żołnierskie i robotnicze. Estońscy działacze opracowali wówczas projekt autonomii, który po manifestacji w Piotrogrodzie, został ratyfikowany przez Rząd Tymczasowy 30 marca. W kwietniu ziemie estońskie połączono w jedną prowincję. Rady zaczęły w tym okresie ulegać bolszewizacji, szczególnie dotyczyło to zdominowanych przez Rosjan garnizonów. 2 lipca 1917 r. zebrał się w Tallinnie autonomiczny parlament estoński, a dwa dni później kongres narodowy, w którym udział wzięli posłowie do parlamentu narodowości estońskiej. Kongres narodowy wystosował wniosek o utworzenie estońskich oddziałów militarnych, estońskojęzycznej części Uniwersytetu w Tartu, wprowadzenia urzędowego języka estońskiego oraz podziału ziemi państwowej i obszarniczej.
W kwietniu zaczęto organizować estońskie oddziały wojskowe, na co zgodę wyraził rząd rosyjski. W październiku parlament utworzył rząd, ale bolszewicy dokonali zamachu i przejęli 27 października władzę w Tallinnie. W styczniu 1918 roku w wyborach do Konstytuanty estońskiej bolszewicy zdobyli 30% głosów, wobec czego rozpętali terror i opanowali administrację.

## Niepodległa Estonia

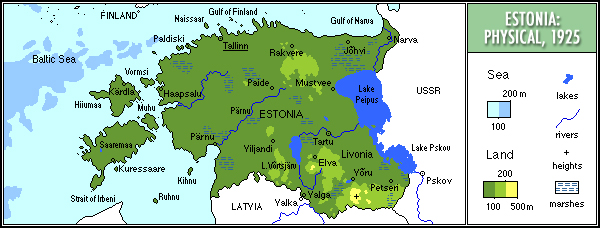
Mapa Estonii, 1920-1940

W odpowiedzi na wyjęcie przez bolszewików spod prawa niemieckojęzycznej szlachty i masowych represji wobec niej, wojska niemieckie zaczęły wkraczać do Estonii, by bronić interesów tej grupy ludności. Pomiędzy wycofaniem się bolszewików i wkroczeniem Niemców, władzę usiłowali przejąć Estończycy. W ramach tych prób Rada Seniorów parlamentu proklamowała niepodległość 19 lutego 1918 roku. Do 5 marca cała Estonia została jednak zajęta przez Niemców, którzy władze i oddziały estońskie zlikwidowali, i rozpoczęli germanizację administracji i szkolnictwa.
Po rewolucji listopadowej w Niemczech rząd estoński porozumiał się z Niemcami i niemieckimi radami żołnierskimi w Estonii w sprawie ewakuacji niemieckiej armii z Estonii. Jednocześnie jednak rozpoczęła się ofensywa bolszewicka na Estonię. Bolszewicy zdobyli Narwę (22 listopada), gdzie ogłosili powstanie republiki radzieckiej pod nazwą Estońskiej Komuny Ludu Pracującego (27 listopada). Do stycznia 1919 roku bolszewicy zajęli większość kraju i wyparci zostali przez kontrofensywę estońską rozpoczętą 7 stycznia. 18 stycznia 1919 r. Estończycy zdobyli Narwę. Estończycy wyparli też bolszewików z Łotwy latem 1919 roku, a następnie wzięli udział w nieudanej ofensywie wraz z „Białymi” na Piotrogród. Następnie z sukcesem Estończycy obroni się przed kontrofensywą na Narwę i 2 lutego 1920 roku podpisali pokój w Tartu, w którym Rosja Sowiecka uznała niepodległość Estonii. 26 stycznia 1921 roku Estonia została uznana przez państwa Ententy. 22 września tego samego roku została przyjęta do Ligi Narodów.
Po przewrocie prawicowym w 1934 rządzona autorytarnie, a prezydentem został Konstantin Päts. Na mocy paktu Ribbentrop-Mołotow Estonia znalazła się w strefie wpływów ZSRR. 28 września 1939 Estonia została zmuszona do podpisania układu z ZSRR, w którym zgodziła się na stacjonowanie Armii Czerwonej w bazach na swym terytorium. Liczba wojsk sowieckich przewyższała prawie dwukrotnie liczbę wojska estońskiego (25 tys.:15 tys.). W czerwcu 1940 po ultimatum skierowanym do rządu Estonii przez ZSRR kraj został okupowany przez Armię Czerwoną, zsowietyzowany i w sierpniu 1940 anektowany przez ZSRR w formie Estońskiej SRR – republiki związkowej ZSRR.
Od grudnia 1942 do października 1944 pod okupacją niemiecką (częściowa kolaboracja). Po II wojnie światowej nastąpiła kolektywizacja rolnictwa, uprzemysłowienie i napływ ludności rosyjskiej.

### Ustrój
Pierwsze wybory przeprowadzono w 1919 roku. Po przeprowadzeniu wyborów uchwalono pierwszą tymczasową konstytucję, wprowadzono republikę z jednoizbowym parlamentem, a 10 października 1919 wprowadzono ustawę o reformie rolnej, która zniosła wielką własność ziemską, stanowiąc podstawę do wywłaszczenia niemieckiej szlachty oraz nadania ziemi chłopom. 15 czerwca 1920 roku przyjęto konstytucję która charakteryzowała się ustrojem parlamentarno-gabinetowym, a także uwzględniała elementy demokracji bezpośredniej m.in. referendum i inicjatywa ludowa. Funkcję głowy państwa sprawował premier wybierany przez parlament. Od 1920 do 1933 roku Estonia była demokracją parlamentarną w której uwidocznił się proces konsolidacji na 3 ugrupowania. Na skutek kryzysu światowego w latach 1929–1933 w Estonii urosły wpływy Wabsów, który był faszystowską partią polityczną. W 1933 roku wprowadzili w życie autorytarną konstytucję którą zatwierdzono w referendum. Na skutek groźby zwycięstwa przez ruch faszystowski premier Päts dokonał 12 marca 1934 bezkrwawego przewrotu. Na skutek tych działań w listopadzie 1934 roku zawieszono parlament, a w następnym roku także partie polityczne. Dla poparcia zamachu stanu założono Związek Ojczyźniany. W 1937 roku uchwalono nową konstytucję, która dawała Pätsowi prezydenturę. Reżim miał stosunkowo łagodny charakter, zezwalał na istnienie patii politycznych oraz cieszył się poparciem społecznym mieszkańców wsi.

### Polityka zagraniczna
W okresie międzywojennym Estonia utrzymywała bliskie stosunki zagraniczne z innymi nowo powstałymi państwami nadbałtyckimi. W 1923 podpisała porozumienie z Łotwą, a w 1934 powołała wraz z Litwą i Łotwą Ententę Bałtycką. Estonia nawiązała współpracę wojskową z Polską. W 1932 roku podpisała układ o nieagresji z ZSRR, a 7 czerwca 1939 roku z Niemcami.

## II wojna światowa

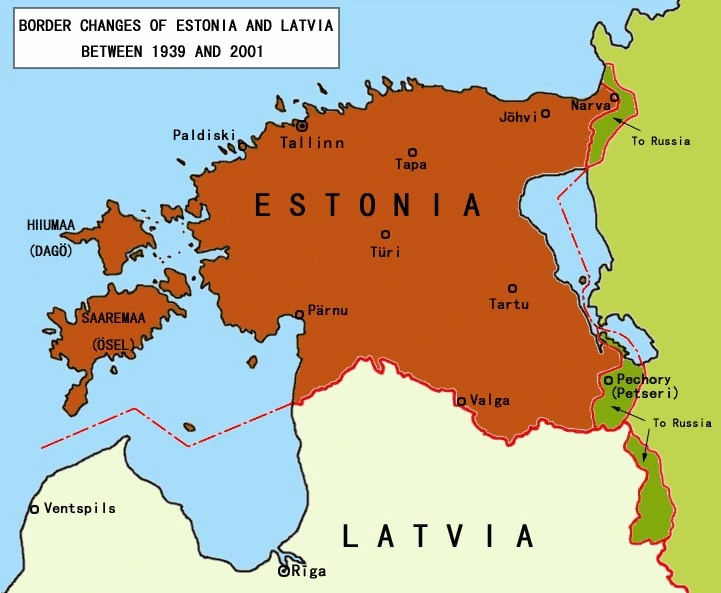
Zmiany terytorialne po II wojnie światowej

Zgodnie z postanowieniami tajnego protokołu radziecko-hitlerowskiego traktatu o nieagresji zawartego w pakcie Ribbentrop-Mołotow Estonia znalazła się w radzieckiej strefie wpływów. 28 września tego samego roku ZSRR wprowadził wojska do baz na terytorium kraju. W wyborach parlamentarnych z 14 i 15 lipca 1940 roku wyłoniono parlament w którym 92,9% zajmował Związek Ludu Pracującego, ten to parlament uchwalił prośbę o włączenie Estonii w skład ZSRR. Od 6 sierpnia 1940 roku Estońska Socjalistyczna Republika Radziecka była państwem związkowym. Od razu zlikwidowano wszystkie instytucje państwowe, wojsko estońskie rozwiązano. Kraj ulegał sowietyzacji. W tym też czasie zaczęły działać oddziały Leśnych Braci na terenie Estonii. Potajemnie pomagała im Finlandia. W lipcu 1940 roku NKWD rozpoczęło eksterminację Estończyków oraz wprowadzanie modelu gospodarki centralnie sterowanej. W latach 1941–1944 doszło do dwóch powstań. W 1941 roku Estończycy stanęli do walki z Armią Czerwoną. Skutkiem objęcia władzy przez Niemców nie była niepodległość, lecz powołanie estońskiej administracji zależnej od Niemców. W latach 1942–1944 estońskie wojska walczyły na froncie wschodnim przeciwko Armii Czerwonej. W sierpniu 1944 wojska radzieckie ponownie zajęły Estonię, włączając ją do ZSRR jako piętnastą republikę. Na skutek II wojny światowej Estonia straciła około 25 procent ludności. 23 sierpnia 1944 od republiki oderwano część krainy Setomaa z miastem Pieczory, która znalazła się wówczas w obrębie Rosyjskiej Republiki Związkowej, a obecnie Rosji.

## Okres panowania sowieckiego

Flaga Estońskiej SRR

Godło Estońskiej SRR

Po zajęciu kraju przez wojska sowieckie w roku 1944 Estończycy podjęli walkę partyzancką z nowym okupantem. Estońscy „leśni bracia” korzystając z poparcia miejscowej ludności z powodzeniem przeprowadzali akcje przeciwko oddziałom Armii Czerwonej, niszczyli posterunki NKWD i zabijali miejscowych komunistów. W efekcie w znacznej mierze sprawowali efektywną kontrole nad estońską wsią. By zapobiec powyższej sytuacji nastąpiła kolejna fala deportacji do ZSRR. W latach 1946–1953 na Syberię deportowano około 80 tysięcy osób. Akcja ta odebrała estońskiemu podziemiu oparcie w terenie, gdyż także ci rolnicy, którzy uniknęli losu swoich najbogatszych sąsiadów, bojąc się tego, że i oni zostaną wysiedleni zaczęli masowo wstępować do kołchozów. Po wojnie w Estonii nastąpiły przemiany nie tylko o charakterze politycznym, ale i społeczno-gospodarczym. W kraju dokonano masowej industrializacji. Najważniejszym przedsięwzięciem nowych władz w dziedzinie ekonomii była budowa w płn.-wsch. Estonii olbrzymich zakładów produkujących paliwo, gaz i energię elektryczną z miejscowych pokładów łupków bitumicznych. Do nowo zakładanych fabryk sprowadzano robotników z ZSRR. W efekcie w 1959 r. odsetek Estończyków w ESRR spadł do 74,6%, w 1970 do 68,2%, z kolei w 1980 do 64,5%. W 1989 r. wynosił już tylko 61,3%. Napływowi imigrantów sprzyjał fakt, iż Estońska SRR należała do najlepiej rozwiniętych gospodarczo republik związkowych w ZSRR, miała też relatywnie wysoki poziom życia. ESRR określano mianem najbardziej zachodniej republiki związkowej ZSRR. Estończycy korzystali z bliskości kulturowej sąsiedniej Finlandii. Między Tallinnem a Helsinkami istniało stałe połączenie promowe. W północnej Estonii można nawet było oglądać fińską telewizję. Co więcej aneksja państw nadbałtyckich nigdy nie została uznana przez państwa zachodnie, co w swej działalności wykorzystała opozycja antykomunistyczna. W 1980 roku grupa intelektualistów podpisała tzw. – “List 40”, w którym wskazywano na liczne mankamenty polityki państwa radzieckiego. Coraz częściej dochodziło do studenckich demonstracji, kolejną zaś okazją do manifestowania niezadowolenia stały się niezwykle popularne festiwale śpiewacze. W ich trakcie Estończycy wyrażali swoje patriotyczne uczucia i przywiązanie do rodzimej kultury. Domagano się autonomii i demokratyzacji życia politycznego. Wreszcie w 1988 roku wybuchła tzw. śpiewająca rewolucja, która zapoczątkowała przemiany demokratyczne w ESRR.

## Po 1988 roku

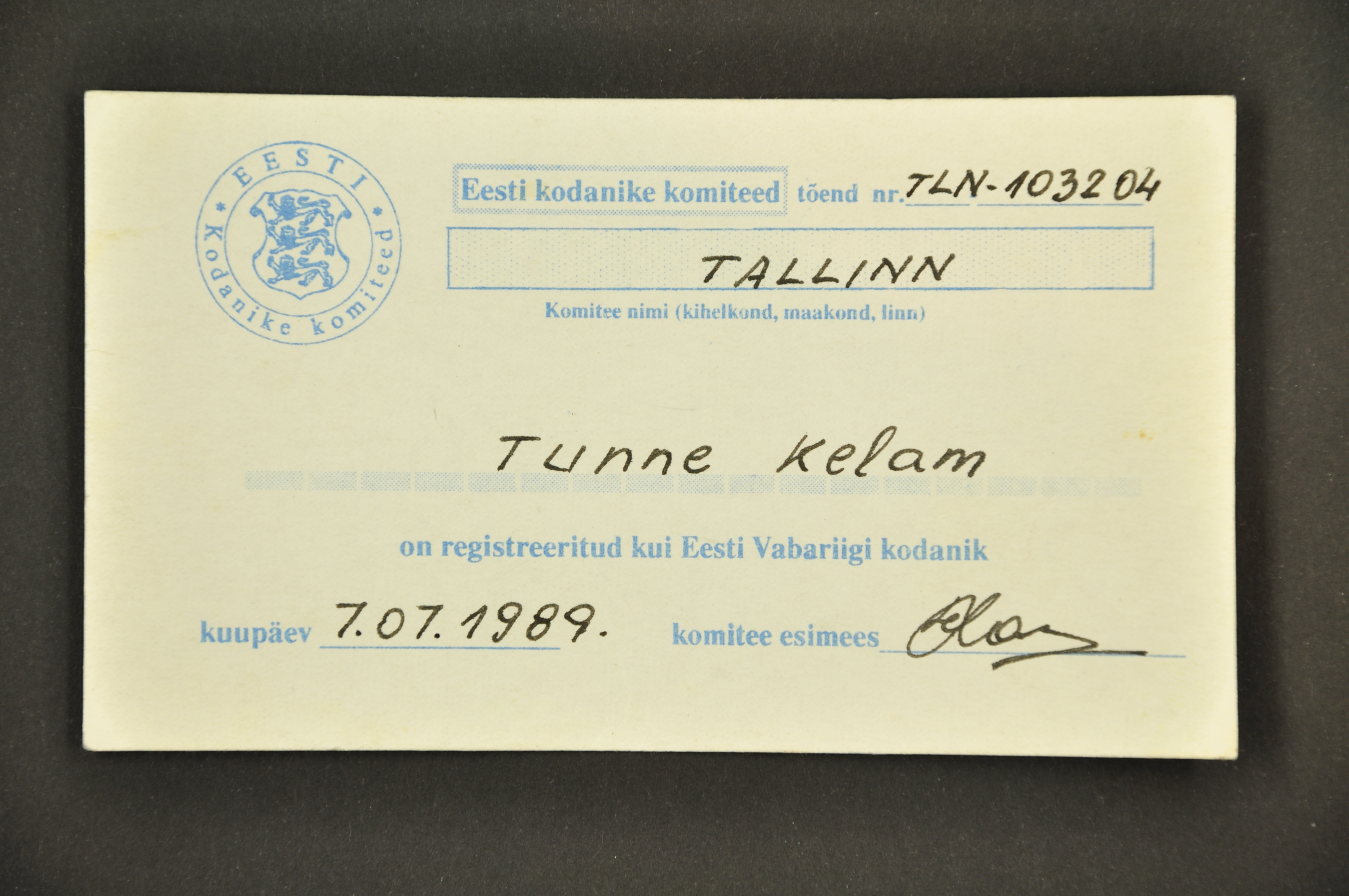
Karta wydana Tunnemu Kelamowi przez Narodowy Komitet Obywatelski Estonii w 1989 roku jako osobie deklarującej obywatelstwo estońskie. Akcja ta była swego rodzaju referendum za niepodległością Estonii

W 1988 r. powstał umiarkowany Front Ludowy Estonii, a rok później ugrupowania niepodległościowe zainicjowały ruch komitetów obywatelskich. 30 marca 1990 roku Rada Najwyższa Estońskiej SRR ogłosiła okres przejściowy mający doprowadzić do uzyskania niepodległości. 8 maja 1990 roku rada podjęła decyzję o przywróceniu nazwy Republika Estonii. W maju 1990 roku na wniosek Estonii nastąpiło reaktywowanie Rady Bałtyckiej (z udziałem Litwy i Łotwy). Oficjalnie niepodległość proklamowała 20 sierpnia 1991 roku. 17 września 1991 została członkiem ONZ. 6 września 1991 roku została uznana przez ZSRR. 5 października 1992 prezydentem został Lennart Meri. Władzę przejął od Arnolda Rüütela. Pierwszym premierem Estonii został przywódca Frontu Ludowego Edgar Savisaar. 3 lipca 1992 weszła w życie nowa konstytucja. Riigikogu stało się wielopartyjne. W 1992 Estonia jako pierwsze państwo z bloku wschodniego, wprowadziła własną walutę, koronę estońską. Przyjęto także ustawę o obywatelstwie estońskim. W latach 1992–1995, po sukcesie w wyborach do nowego parlamentu, rządy sprawowała koalicja prawicowo-niepodległościowa, a w latach 1992–2001 prezydent wywodził się także z obozu prawicowego. W latach 1992–1994 Estonię opuściły wojska rosyjskie. W tych samych latach wprowadzono większość reform wolnorynkowych. Po krótkim okresie kryzysu spowodowanego reformami wolnorynkowymi nastąpił szybki wzrost gospodarczy. Od 1995 do 1999 roku Estonią rządziła koalicja postkomunistyczna z premierami Tiitem Vähim i Martem Laarem. Kolejne wybory parlamentarne wygrała koalicja złożona z Partii Centrum Isamaaliit i Partii Socjaldemokratycznej. Koalicja kontynuowała politykę liberalizacji gospodarki. Szefem rządu został ponownie Mart Laar. Początek lat 90. to współpraca z państwami regionu. W 1995 roku podpisała układ stowarzyszeniowy ze Wspólnotami Europejskimi, a w 1998 została oficjalnie zaproszona do negocjacji z Unią Europejską, jednocześnie prowadząc negocjacje z NATO. Przystąpienie do Unii Europejskiej poprzedziło referendum, w którym 66,8 procent obywateli opowiedziało się za integracją z UE. W 2004 roku Estonia przystąpiła zarówno do NATO, jak i do Unii Europejskiej. Podczas wyborów parlamentarnych w 2003 i 2007 roku wygrała liberalna Partia Reform, a premierem został Andrus Ansip.
Prezydentem państwa w latach 2006–2016 był Toomas Hendrik Ilves. Przed nim urząd ten sprawowali Arnold Rüütel oraz Lennart Meri, przedstawiciel centrystycznego bloku Isamaa, tworzącego z socjaldemokratami większość w parlamencie aż do zwycięstwa postkomunistów w wyborach w 1995 r.